# Красна гірка
Красна гірка, також Ля́ля — слов'янське народне свято, в Україні та Білорусі святкується 22 травня і пов'язується з Весняним Юрієм. . В Росію перейшло з України та Білорусі і 
пов'язується з Антипасхою (Хоминою неділею). 
У деяких місцевостях «Красною гіркою» називали вівторок Радуницького тижня (Радуниця), як і сам Радуницький тиждень.

## Назва
Назва «Красна гірка» відома в усіх східних слов'ян і пов'язана з високими (гористими) місцями — «красними гірками», що рано відтавали навесні і які слугували місцем для святкових обрядів. З приходом християнства на таких підвищеннях стали будувати церкви. Окрім того, свято символізує зустріч весни, «красного сонця».
Красною гіркою також могло називатися будь-яке весняне народне гуляння на Великодньому тижні, чи в Юріїв день, чи в будь-який день від Хоминого понеділка до Юрія Теплого.
Інша назва, «Ляля», походить від обряду «Лялі», або «Лелі». Припускають, що обряд пов'язаний з міфічною Лелею (Лялею) — одною з Рожаниць, дочкою Лади.
В інших східнослов'янських народів Красна гірка відома під різними назвами: рос. Красная горка, Фомино воскресенье, Антипасха, Радостное воскресенье; біл. Ярылавіца, Фаміна нядзеля, Хамова нядзеля, Правадная нядзеля.

## Народний аспект
У цей період молодь водила різні ігри (наприклад, горюдуба), які теж відбувалися на високих місцях.
По обіді дівчата збиралися на лузі в хоровод, обирали найкращу з-серед себе. Потім хоровідниці перев'язували їй шию, груди, руки й ноги різним зіллям, на голову клали вінок зі свіжих квітів, а до ніг — вінки із зелені. Інші дівчата танцювали навколо «Лялі» і співали пісні. Потім вона роздавала своїм подругам вінки, молоко, сир, масло тощо. Припускають, що цей обряд є відлунням поклоніння якійсь весняній богині.

## Весілля
Оскільки хліборобські роботи в проміжок між Антипасхою і Юрієм Весняним ще широко не розгорталися, а піст вже закінчився, цей період був підхожим часом для весіль.